# Рональд Воттс
Рональд Лемпмен Воттс (англ. Ronald Lampman Watts; 10 березня 1929, Каруїдзава, Японія — 9 жовтня 2015, Кінгстон, Онтаріо, канада) — канадський вчений-політолог, дослідник федералізму. Компаньйон ордена Канади, член Королівського товариства Канади.

## Біографія
Рональд Лемпмен Воттс народився в 1929 році в Японії в сім'ї місіонерів англіканської церкви Канади. Надалі його батько Горас став єпископом.
Почавши освіту в Японії, Рон Воттс потім разом з батьками переїхав до Канади, де продовжив навчання спочатку в Порт-Хоупі, а потім в Трініті-коледжі Торонтського університету. У 1952 році він отримав ступінь бакалавра мистецтв і став Родсівським стипендіатом, відправившись завершувати вищу освіту в Оксфордський університет, де його наставником став Кеннет Вір. В Оксфорді, де Воттс навчався в Орієл-коледжі і Наффілд-коледжі, він вдруге закінчив перший ступінь в 1954 році. Магістратуру він закінчив у 1959-му, а в 1962 році став доктором філософії в області політології.
У 1954 році Рональд Воттс одружився з Донною Пейслі. Цей шлюб триватиме все його життя. З 1955 року Воттс почав викладати в університеті Квінс у Кінгстоні — спочатку філософію, а з 1961 року на кафедрі політико-економічних наук. У 1969 році він став деканом факультету гуманітарних і точних наук, а в 1974 році, у віці 45 років — ректором університету Квінс, наймолодшим на цій посаді з 1877 року. На посаді ректора Воттс залишався до 1984 року. Це десятиріччя проходило в умовах скорочення державних дотацій на вищу освіту, і Воттс організував в університеті кампанію по скороченню витрат і зокрема економії електроенергії, намагаючись, щоб рівень освіти та наукової роботи не постраждав через обмежені асигнування. У другій половині перебування на посаді ректора він ініціював програму по залученню в університет талановитої молоді з усіх регіонів Канади і дав початок процесу створення в університеті школи політології, що відкрилася в результаті в 1988 році.
З 1989 року Воттс очолював Інститут міжурядових відносин університету Квінс. Він також був головою Комітету по оцінці університетів Нової Зеландії Помер в Кінгстоні в жовтні 2015 року, не залишивши потомства.

## Наукова робота
Предметом наукового інтересу Рональда Воттса був канадський і порівняльний федералізм; він вважався одним з провідних фахівців з цього державного ладу в світі. Окрему увагу він приділяв устрою мультикультурних суспільств і зокрема британських домініонів. Серед виданих ним книг — «Нові федерації: Експерименти в Британській Співдружності», «Мульткультурні суспільства і федералізм», «Управління у федеральних системах» і «Порівняння федеральних систем».
Професійні знання Воттса були затребувані у великій політиці: Воттс входив в комісію Пепена-Робартса щодо майбутнього Канади і виступав в ролі радника прем'єр-міністра Онтаріо Пітерсона при виробленні умов Мичської угоди. Він працював консультантом за кордоном, з урядами таких країн, як Кенія, Нігерія, Уганда, ПАР, Югославія, Соломонові острови, Пакистан, Індія і Папуа — Нова Гвінея.

## Визнання заслуг
У 1979 році Рональд Воттс став офіцером ордена Канади; у 2000 році він був проведений в компаньйони ордена Канади — вищий ступінь цієї державної нагороди. На наступний рік Уоттс став членом Королівського товариства Канади (у рамках Академії суспільних наук). Він також мав почесні академічні ступені п'яти різних внз.